# Prestami tua moglie (film 1921)
Prestami tua moglie (The Chicken in the Case) è un film muto del 1921 diretto da Victor Heerman.

## Trama
Minacciato di essere diseredato dalla ricca zia Sarah, Steve Perkins dovrebbe accontentarla trovandosi una moglie. Per ovviare al problema, dato che non è sposato, presenta come moglie Winnie, la moglie di Percy Jones. Ma zia Sarah si accorge che la coppia non fila d'amore e d'accordo e, cercando di conciliare i due supposti coniugi, provoca la reazione di Percy, il vero marito, che si stanca di quella mascherata in cui si trova coinvolto suo malgrado. Nel frattempo Steve si innamora di un'altra ragazza, Ruth Whitman. Mentre zia Sarah sta cercando Winnie e Percy, Steve e Ruth si sposano. Il giovane Perkins finisce per confessare tutto alla zia, ottenendo il suo perdono e la benedizione per il suo matrimonio, quello vero.

## Produzione
Le riprese del film, prodotto dalla Selznick Pictures Corporation, durarono da fine settembre al novembre 1920.

## Distribuzione
Il copyright del film, richiesto dalla Selznick Pictures, fu registrato il 10 gennaio 1921 con il numero LP16018.
Distribuito dalla Select Pictures Corporation e presentato da Lewis J. Selznick, il film uscì nelle sale cinematografiche statunitensi nel gennaio 1921. A New York, il film venne proiettato in prima al Loew's Broadway Theatre nella settimana del 24 gennaio; a Los Angeles, fu presentato nella settimana del 28 gennaio al Garrick Theatre.
In Francia, il film fu distribuito il 2 giugno 1922 con il titolo Prête-moi ta femme. In Italia, distribuito dalla Selznich Pictures, ottenne il visto di censura numero 19173 nel gennaio 1924.
Copia completa della pellicola si trova conservata negli Archives Du Film Du CNC di Bois d'Arcy.